# 戈雷 (上加龙省)
戈雷（法語：Gauré，發音：[ɡoʁe]）是法国上加龙省的一个市镇，属于图卢兹区。

## 地理
戈雷（43°36'50"N, 1°37'55"E）面积13.47 平方千米，位于法国奧克西塔尼大區上加龙省，该省份为法国西南部内陆省份，西南端与西班牙接壤，自此顺时针与上比利牛斯省、热尔省、塔恩-加龙省、塔恩省、奥德省和阿列日省接壤。
与戈雷接壤的市镇（或旧市镇、城区）包括：圣皮埃尔、圣贝尔纳堡、德雷米勒-拉法日、拉瓦莱特、瓦莱斯维莱、韦尔费伊。
戈雷的时区为UTC+01:00、UTC+02:00（夏令时）。

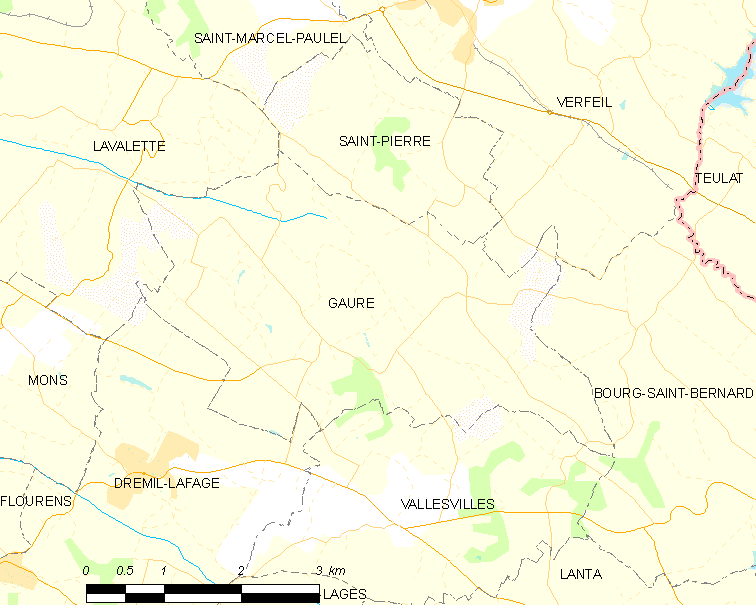
戈雷的OSM定位图

## 行政
戈雷的邮政编码为31590，INSEE市镇编码为31215。

## 政治
戈雷所属的省级选区为佩什博尼约县。

## 人口
戈雷于2019年1月1日时的人口数量为467人。

1962-2008年间戈雷人口变化图示